# Heimat- und Uhrenmuseum Schwenningen

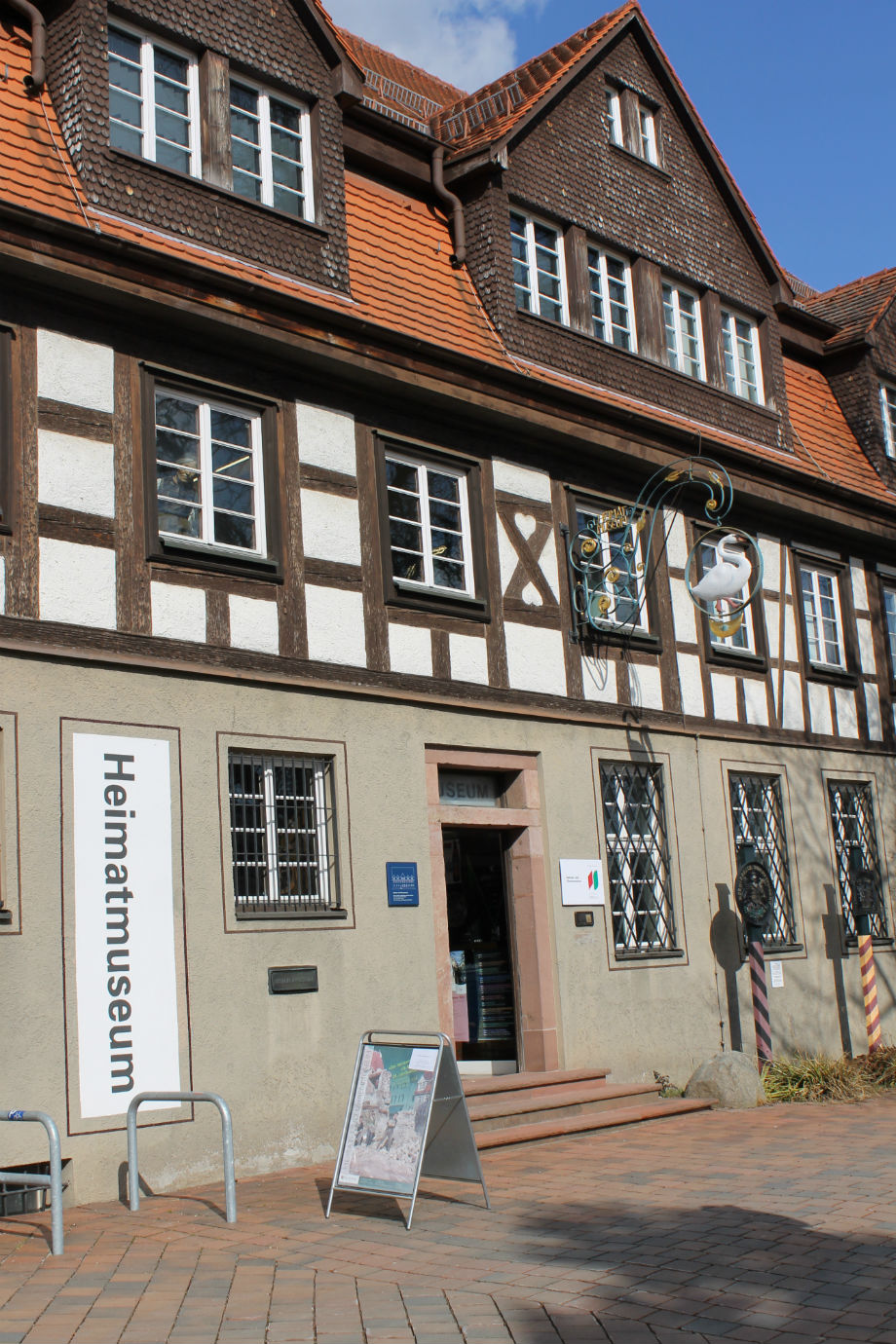
Heimat- und Uhrenmuseum Schwenningen

Das Heimat- und Uhrenmuseum Schwenningen ist Teil der Städtischen Museen Villingen-Schwenningen und dokumentiert die Heimat- und Kulturgeschichte Schwenningens und der Umgebung. Das Museum befindet sich in einem ehemaligen Lehrerhaus aus dem frühen 18. Jahrhundert. Der Fachwerkbau zählt zu den ältesten in Schwenningen erhaltenen Gebäuden und dient seit 1931 als Museum.

## Ausstellungsschwerpunkte

### Die Alamannen an der Neckarquelle
Die im März 2005 eingeweihte Ausstellung hat das Leben der in Schwenningen ansässigen Alamannen  vor etwa 1300 Jahren zum Thema. Neben Funden aus dem Schwenninger Gräberfeld „Auf der Lehr“ steht die Gesichtsrekonstruktion einer alamannischen Frau im Mittelpunkt der Präsentation.

### Spedition mit 2 PS
Ein Teil der Exponate der Sonderausstellung Spedition mit 2 PS wurde in die Dauerausstellung übernommen. Dieser Ausstellungsteil beschäftigt sich mit dem Schwenninger Fuhrmanns- und Speditionswesen, wobei der Salztransport von der Saline Wilhelmshall einen Schwerpunkt darstellt. Zentrales Exponat ist ein restauriertes Pferdegeschirr (Zweispänner) aus dem 19. Jahrhundert.

### Historische Bauernstuben
Die Inszenierungen historischer Bauernstuben im ersten Obergeschoss stammen aus den 30er-Jahren und vermitteln einen Eindruck von der Sehnsucht nach bäuerlicher Idylle in Zeiten rasanter Urbanisierung und Industrialisierung. Zugleich dokumentieren sie die Lebensbedingungen in Schwenningen im 19. Jahrhundert.

### Handwerkliche Uhren aus Schwenningen und dem Schwarzwald

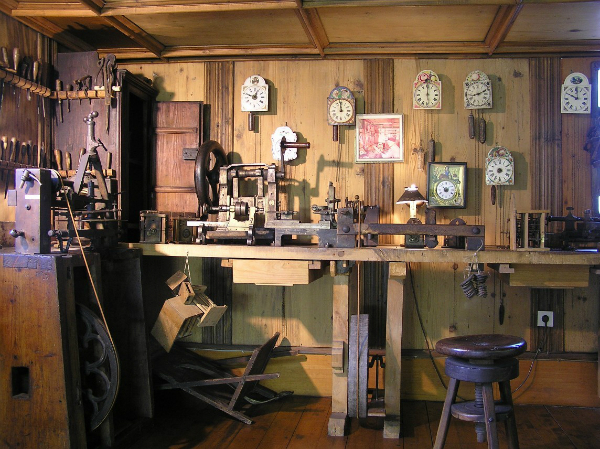
Uhrmacherwerkstatt

Im zweiten Obergeschoss ist eine Uhrensammlung mit Exponaten aus Schwenningen und anderen Schwarzwälder Produktionsstätten zu sehen. Die Nachbildung einer Uhrmacherwerkstatt macht mit den Arbeitsbedingungen frühmoderner Uhrmacher vertraut.

### Hellmut-Kienzle-Uhrensammlung
Ebenfalls im zweiten Obergeschoss befindet sich eine Sammlung hochwertiger Uhren des 16. bis 19. Jahrhunderts, die vom Uhrenfabrikanten Hellmut Kienzle in den 50er- und 60er-Jahren angelegt wurde. Die Exponate stammen aus allen bedeutenden deutschen Uhrmacherzentren und werden in jeweils unterschiedliche kulturhistorische Zusammenhänge gestellt, von der Metaphorisierung des Uhrwerkes zur Erklärung der Funktionsweise der Welt, des Staates und des menschlichen Körpers bis zu Fälschungen und Sammleranfertigungen. Das Hellmut-Kienzle-Uhrenmuseum wurde im Februar 1961 eröffnet.